# De Saint-Genois

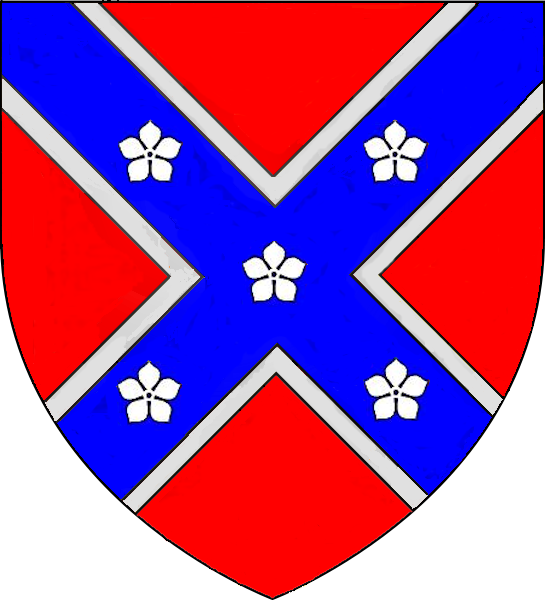
Wapen van de familie de Saint-Genois

De Saint-Genois was een oude adellijke Zuid-Nederlandse familie.

## Geschiedenis
- Simon de Saint-Genois verkreeg in 1464 van keizer Frederik III de titel baron van het Heilige Roomse Rijk.
- In 1600 verleende aartshertog Albrecht de riddertitel aan Jacques de Saint-Genois. In 1627 werd de riddertitel verleend door koning Filips IV van Spanje aan Pierre de Saint-Genois.
- In 1655 verhief koning Filips IV van Spanje de heerlijkheid Grand-Breucq tot graafschap, ten gunste van Charles de Saint-Genois.

## Genealogie
- Baron Nicolas de Saint-Genois (° 1701) was lid van de Tweede stand ('état noble') van Henegouwen. Hij trouwde in 1657 met Marie-Françoise d'Assignies en in 1670 met Marie-Françoise Delys.
  - baron Nicolas de Saint-Genois (1660-1736), lid van de Tweede stand van de provincie Henegouwen, trouwde in 1692 met Anne de Bois (1673-1726).
    - baron Jerôme de Saint-Genois (1694-1758), lid van de Tweede stand van de provincie Henegouwen, trouwde in 1717 met Marie le Cappelaer (1685-1722).
      - baron Nicolas de Saint-Genois (1717-1784) trouwde met Elisabeth Franque (1724-1806).
        - François-Joseph de Saint-Genois (zie hieronder).

  - baron Claude de Saint-Genois trouwde in 1704 met Angelique van den Dendere.
    - baron Charles de Saint-Genois (1709-1781), lid van de Tweede stand van Henegouwen, trouwde met Marie de Lanfranchy (1720-1777).
      - baron Bernard de Saint-Genois (1749-1810) trouwde met Marie-Thérèse Everaerts.
        - François, Gustave en Edouard de Saint-Genois (zie hierna).

## François-Joseph de Saint-Genois de Grand-Breucq
François Joseph de Saint-Genois (Bergen, 28 mei 1749 - Brussel, 25 augustus 1816) was onder het ancien régime lid van de tweede stand van de Staten van Henegouwen en kamerheer van de Oostenrijkse keizer. Hij vluchtte naar aanleiding van de Brabantse Revolutie naar het Oostenrijkse rijk en kwam aan in Praag. Hij was getrouwd in 1784 met Isabelle de Boussu (1765-1785, een huwelijk dat kinderloos bleef, en hertrouwde in 1790 in Praag met gravin Marie-Anne de Morzin (1770-1821) met wie hij drie zoons had. Rond 1792 kwam hij naar de Zuidelijke Nederlanden en woonde er in Schalafie.
Hij werd in maart 1816, ten tijde van het Verenigd Koninkrijk der Nederlanden, erkend in de erfelijke adel met de titel graaf, overdraagbaar bij eerstgeboorte en de titel baron of barones op alle andere afstammelingen. Hij werd ook nog eerste wapenheraut van het Verenigd Koninkrijk der Nederlanden. Dit was zeer kortstondig, want hij overleed in augustus van hetzelfde jaar.
Zijn oudste zoon Rodolphe (Praag, 1790 - Wenen, 1876) bleef Oostenrijker en was kapitein in het Oostenrijkse leger. Zijn tweede zoon Louis (1792-1819) diende als luitenant bij de huzaren in het Nederlandse leger. De derde zoon Ferdinand (1793-1838) trouwde met Eugenie Debrucq (1803-1866). Hij had enkele nakomelingen, maar deze familietak is in 1989 uitgedoofd. Hij had echter een dochter, Charlotte de Saint-Genois (1830-1900), die ongetrouwd bleef en aan de oorsprong staat van een Franse niet-adellijke familie de Saint-Genois de Grand-Breucq.
Joseph de Saint-Genois publiceerde historisch werk, onder meer:
- Mémoires généalogiques, 2 volumes, 1780-1781.
- Monuments anciens, 3 volumes, 1782-1816.

## De zoons van Bernard de Saint-Genois
François Bernard de Saint-Genois (Brussel, 6 juli 1771 - Antwerpen, 3 februari 1833) werd in 1827, onder het Verenigd Koninkrijk der Nederlanden, erkend in de erfelijke adel met de titel baron, overdraagbaar op alle afstammelingen. Hij trouwde in 1817 in Macon (Henegouwen) met Rose Bailièvre (1796-1872). Na officier te zijn geweest in het Franse leger werd hij ambtenaar bij de diensten van de douane en vestigde zich in Macon. De twee zoons en de twee dochters uit dit huwelijk bleven ongehuwd.
Gustave Alexandre de Saint-Genois (Brussel, 20 augustus 1778 - Namen, 7 april 1852) werd in 1826, onder het Verenigd Koninkrijk der Nederlanden, erkend in de erfelijke adel met de titel baron, overdraagbaar op alle afstammelingen. Hij trouwde in 1799 met Thérèse de Haveskerke (1770-1836). Ze hadden drie zoons die vrijgezel bleven en vier dochters waarvan slechts één (niet-adellijk) trouwde.
Edouard Jean Nicolas de Saint-Genois (Brussel, 2 april 1782 - 27 juni 1834) trouwde in 1812 met Jeanne van der Gote (1782-1846). Hij werd in 1823, onder het Verenigd Koninkrijk der Nederlanden, erkend in de erfelijke adel met de titel baron overdraagbaar op alle afstammelingen. Hij had twee zoons.
- Jules de Saint-Genois (1813-1867) was historicus en hoogleraar in Gent. Hij trouwde met Albine van der Bruggen (1811-1880) en ze hadden acht kinderen van wie vijf dochters maar slechts één zoon trouwden. Vijf van de kinderen kregen in 1885 vergunning om des Mottes aan hun familienaam toe te voegen, naar een oude heerlijkheid die aan de familie had toebehoord. De ene zoon die trouwde was Georges de Saint-Genois des Mottes (1843-1904), met Gabrielle Cannaert (1849-1909). Ze hadden drie dochters die adellijk trouwden. Gelet op het uitdoven van de familie de Saint-Genois kreeg schoonzoon Willy Verplancke de Diepenhede (1881-1967) in 1933 vergunning om zich voortaan Verplancke de Diepenhede de Saint-Genois des Mottes te heten. Zijn vrouw, Christine de Saint-Genois des Mottes (1884-1963) was de laatste naamdraagster van deze familietak.